# Sven Lehmann (Schauspieler)
Sven Lehmann (* 27. Oktober 1965 in Borna; † 3. April 2013 in Berlin) war ein deutscher Schauspieler.

## Leben
Lehmann begann seine Schauspielausbildung 1990 an der Hochschule für Schauspielkunst „Ernst Busch“ Berlin.
Sein erstes Theaterengagement führte ihn 1994 ans Bremer Theater. 1997 wechselte er ans Bayerische Staatsschauspiel nach München, wo er u. a. in Andreas Kriegenburgs Inszenierung von Leonce und Lena als Leonce zu sehen war. Nach seinem Wechsel ans Deutsche Theater in Berlin spielte er unter der Regie von Hans Neuenfels den Ödipus und es begann eine enge Zusammenarbeit mit dem Regisseur Michael Thalheimer. Unter Thalheimers Regie spielte er den Maurer John in Gerhart Hauptmanns Die Ratten. Die Inszenierung wurde 2008 zum Berliner Theatertreffen eingeladen und erhielt den Nestroy-Theaterpreis. Seit 2009 trat er zudem an der Staatsoper Unter den Linden auf.
Seine Filmarbeit beschränkte sich auf Gastrollen in deutschen Krimiserien und Nebenrollen. Seine ersten kleinen Filmrollen spielte er in Das letzte U-Boot unter der Regie von Frank Beyer und in Margarethe von Trottas Das Versprechen. Später war er unter anderem in der Fernsehserie Weissensee (Folgen 1–12) zu sehen.

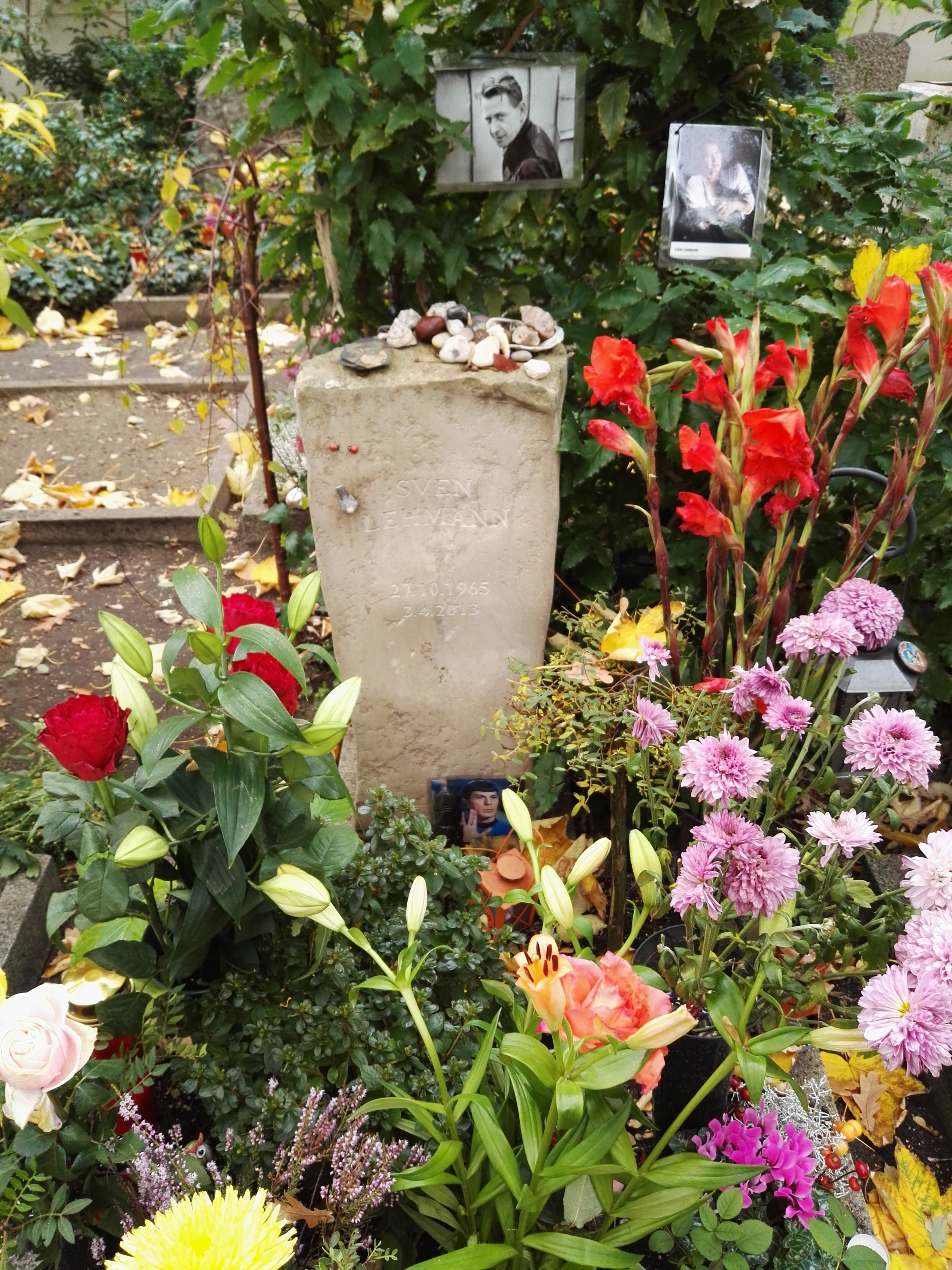
Grabstätte

Am 3. April 2013 starb Lehmann im Alter von 47 Jahren nach langer schwerer Krankheit. Sein Grab befindet sich auf dem Dorotheenstädtischen Friedhof in Berlin.

## Filmografie (Auswahl)

### Kino
- 1990/92: Banale Tage
- 1992: Der grüne Heinrich
- 1995: Das Versprechen
- 1998: 23 – Nichts ist so wie es scheint
- 2007: Jagdhunde
- 2009: Hinter den Dünen (Kurz-Spielfilm)

### Fernsehen
- 1993: Das letzte U-Boot
- 1995: Das Versprechen
- 1999: Mit fünfzig küssen Männer anders
- 2007: 2030 – Aufstand der Alten
- 2008: Tatort – Tod einer Heuschrecke
- 2009: Die Wölfe (Fernseh-Dreiteiler)
- 2009: Polizeiruf 110 – Fehlschuss
- 2009: Tatort – … es wird Trauer sein und Schmerz
- 2010–2013: Weissensee
- 2011: Polizeiruf 110 – …und raus bist du!
- 2011: Tatort – Mauerpark
- 2012: Lösegeld
- 2013: Nacht über Berlin
- 2013: Verbrechen nach Ferdinand von Schirach – Grün
- 2013: Polizeiruf 110 – Vor aller Augen

## Theater
- 2001: Gotthold Ephraim Lessing: Emilia Galotti (Hettore Gonzaga) – Regie: Michael Thalheimer (Deutsches Theater Berlin)[3]
- 2008: Arthur Miller: Hexenjagd (John Proctor) – Regie: Thomas Schulte-Michels (Deutsches Theater Berlin – Kammerspiele)
- 2010: Friedrich Hebbel: Die Nibelungen (Hagen Tronje) – Regie: Michael Thalheimer (Deutsches Theater Berlin)

## Hörspiele
- 1998: Bernardo Atxaga: Memoiren einer baskischen Kuh (2. Mann, Langzahn)  – Bearbeitung, Komposition und Regie: Charlotte Niemann (Hörspielbearbeitung – RB/BR)
- 2010: Peter Jackob: Der Pap@mat – Regie: Oliver Sturm (Kinderhörspiel – DKultur)
- 2011: Hanns Heinz Ewers: Clarimonde (Nach der Erzählung „Die Spinne“) – Regie: Uwe Schareck (DKultur)
- 2012:  Alexander Wwedenski: Wann wo oder Eine gewisse Anzahl Gespräche – Bearbeitung und Regie: Oliver Sturm (Hörspiel – HR/DLF)